# Glacier du Théodule
Le glacier du Théodule, en allemand Theodulgletscher, est un glacier de Suisse situé dans les Alpes pennines, entre le Cervin et le Breithorn. Sa partie supérieure, le plateau Rosa, se scinde en deux langues de glaces, le glacier Supérieur du Théodule sur l'ubac du Fugghorn et du Theodulhorn et le glacier Inférieur du Théodule qui s'écoule dans une petite vallée en direction du glacier du Gorner en contrebas. Une partie du domaine skiable de Zermatt s'étend sur le glacier où il est possible de pratiquer le ski d'été.

## Controverse

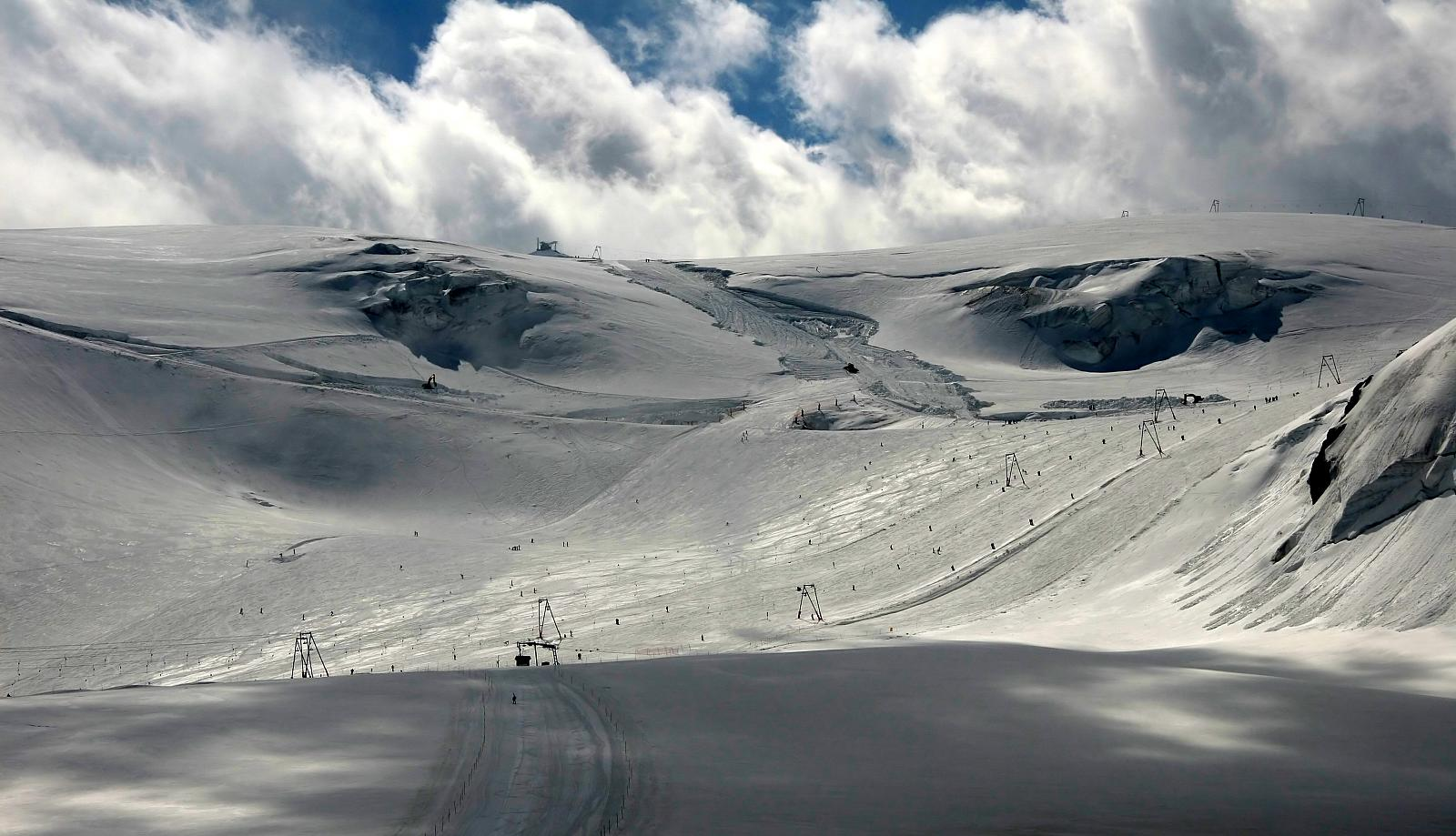
Ski d'été sur le plateau Rosa en juillet 2007.

Lors de la préparation des pistes pour la Coupe du monde de ski alpin de novembre 2023, des engins de chantier creusent le glacier. Des élus et des organisations de protection de la nature réagissent. Ils demandent l’arrêt immédiat des travaux et des informations sur leur légalité.
Cependant, le président du comité d’organisation local du côté suisse affirme que les autorisations auraient été accordées par les autorités et les fédérations des deux pays.